# Борисав Бурмаз
Борисав Бурмаз (Ваљево, 21. априла 2001) српски је фудбалер који тренутно наступа за Рапид из Букурешта.

## Статистика

### Клупска
Ажурирано 22. фебруара 2024.
|                      |          |                    |     |    |   |   |   |   |   |   |     |    |  |  |
| Црвена звезда        | 2019/20. | Суперлига Србије   | 0   | 0  | 1 | 0 | 0 | 0 | — | — | 1   | 0  |  |  |
|                      |          |                    |     |    |   |   |   |   |   |   |     |    |  |  |
| Графичар (позајмица) | 2020/21. | Прва лига Србије   | 27  | 8  | 0 | 0 | — | — | — | — | 27  | 8  |  |  |
| Графичар             | 2021/22. | Прва лига Србије   | 16  | 12 | — | — | — | — | — | — | 16  | 12 |  |  |
| Графичар             | Укупно   | Укупно             | 43  | 20 | 0 | 0 | — | — | — | — | 43  | 20 |  |  |
|                      |          |                    |     |    |   |   |   |   |   |   |     |    |  |  |
| Раднички Крагујевац  | 2021/22. | Суперлига Србије   | 18  | 1  | 1 | 0 | — | — | — | — | 19  | 1  |  |  |
|                      |          |                    |     |    |   |   |   |   |   |   |     |    |  |  |
| Вождовац             | 2022/23. | Суперлига Србије   | 31  | 6  | 1 | 0 | — | — | — | — | 32  | 6  |  |  |
| Вождовац             | 2023/24. | Суперлига Србије   | 18  | 10 | 1 | 0 | — | — | — | — | 19  | 10 |  |  |
| Вождовац             | Укупно   | Укупно             | 49  | 16 | 2 | 0 | — | — | — | — | 51  | 16 |  |  |
|                      |          |                    |     |    |   |   |   |   |   |   |     |    |  |  |
| Рапид Букурешт       | 2023/24. | Прва лига Румуније | 5   | 3  | — | — | — | — | — | — | 5   | 3  |  |  |
|                      |          |                    |     |    |   |   |   |   |   |   |     |    |  |  |
| Каријера             | Каријера | Каријера           | 115 | 40 | 4 | 0 | 0 | 0 | — | — | 119 | 40 |  |  |
|                      |          |                    |     |    |   |   |   |   |   |   |     |    |  |  |

### Утакмице у дресу репрезентације
| Репрезентација Србије у узрасту до 17 година старости | Репрезентација Србије у узрасту до 17 година старости | Репрезентација Србије у узрасту до 17 година старости | Репрезентација Србије у узрасту до 17 година старости | Репрезентација Србије у узрасту до 17 година старости | Репрезентација Србије у узрасту до 17 година старости | Репрезентација Србије у узрасту до 17 година старости | Репрезентација Србије у узрасту до 17 година старости | Репрезентација Србије у узрасту до 17 година старости | Репрезентација Србије у узрасту до 17 година старости |
| #                                                     | Датум                                                 | Такмичење                                             | Локација                                              | Домаћин                                               | Резултат                                              | Гост                                                  | Гол                                                   | Реф.                                                  |                                                       |
| ----------------------------------------------------- | ----------------------------------------------------- | ----------------------------------------------------- | ----------------------------------------------------- | ----------------------------------------------------- | ----------------------------------------------------- | ----------------------------------------------------- | ----------------------------------------------------- | ----------------------------------------------------- | ----------------------------------------------------- |
| 1.                                                    | 18. октобар 2017.                                     | Квалификације за Европско првенство                   | Кућа фудбала, Стара Пазова                            | Србија                                                | 7 : 0                                                 | Гибралтар                                             | Гол                                                   | [ 19 ]                                                |                                                       |
| 2.                                                    | 21. октобар 2017.                                     | Квалификације за Европско првенство                   | Кућа фудбала, Стара Пазова                            | Србија                                                | 2 : 1                                                 | Норвешка                                              |                                                       | [ 20 ]                                                |                                                       |
| 3.                                                    | 24. октобар 2017.                                     | Квалификације за Европско првенство                   | Кућа фудбала, Стара Пазова                            | Србија                                                | 3 : 2                                                 | Грчка                                                 |                                                       | [ 21 ]                                                |                                                       |
| 4.                                                    | 20. фебруар 2018.                                     | Пријатељска утакмица                                  | Кућа фудбала, Стара Пазова                            | Србија                                                | 2 : 0                                                 | Хрватска                                              | Гол                                                   | [ 22 ]                                                |                                                       |
| 5.                                                    | 21. март 2018.                                        | Квалификације за Европско првенство                   | Стадион Андрув, Оломоуц                               | Србија                                                | 2 : 0                                                 | Чешка                                                 |                                                       | [ 23 ]                                                |                                                       |
| 6.                                                    | 24. март 2018.                                        | Квалификације за Европско првенство                   | Стадион СЦ Простејов, Простјејов                      | Србија                                                | 3 : 0                                                 | Украјина                                              |                                                       | [ 25 ]                                                |                                                       |
| 7.                                                    | 27. март 2018.                                        | Квалификације за Европско првенство                   | Стадион СЦ Простејов, Простјејов                      | Шпанија                                               | 1 : 1                                                 | Србија                                                |                                                       | [ 26 ]                                                |                                                       |
| 8.                                                    | 5. мај 2018.                                          | Европско првенство                                    | Стадион Бартон Албиона, Бартон апон Трент             | Србија                                                | 0 : 1                                                 | Шпанија                                               |                                                       | [ 27 ]                                                |                                                       |
| 9.                                                    | 8. мај 2018.                                          | Европско првенство                                    | Стадион у Лоубороу                                    | Србија                                                | 0 : 3                                                 | Немачка                                               |                                                       | [ 28 ]                                                |                                                       |
| 10.                                                   | 11. мај 2018.                                         | Европско првенство                                    | Стадион у Лоубороу                                    | Холандија                                             | 2 : 0                                                 | Србија                                                |                                                       | [ 29 ]                                                |                                                       |
| 10                                                    | Укупан број утакмица и постигнутих погодака           | Укупан број утакмица и постигнутих погодака           | Укупан број утакмица и постигнутих погодака           | Укупан број утакмица и постигнутих погодака           | Укупан број утакмица и постигнутих погодака           | Укупан број утакмица и постигнутих погодака           | 2                                                     |                                                       |                                                       |

| Репрезентација Србије у узрасту до 18 година старости | Репрезентација Србије у узрасту до 18 година старости | Репрезентација Србије у узрасту до 18 година старости | Репрезентација Србије у узрасту до 18 година старости | Репрезентација Србије у узрасту до 18 година старости | Репрезентација Србије у узрасту до 18 година старости | Репрезентација Србије у узрасту до 18 година старости | Репрезентација Србије у узрасту до 18 година старости | Репрезентација Србије у узрасту до 18 година старости | Репрезентација Србије у узрасту до 18 година старости |
| #                                                     | Датум                                                 | Такмичење                                             | Локација                                              | Домаћин                                               | Резултат                                              | Гост                                                  | Гол                                                   | Реф.                                                  |                                                       |
| ----------------------------------------------------- | ----------------------------------------------------- | ----------------------------------------------------- | ----------------------------------------------------- | ----------------------------------------------------- | ----------------------------------------------------- | ----------------------------------------------------- | ----------------------------------------------------- | ----------------------------------------------------- | ----------------------------------------------------- |
| 1.                                                    | 13. јун 2019.                                         | Пријатељска утакмица                                  | Национални фудбалски центар Брдо, Брдо код Крања      | Словенија                                             | 0 : 0                                                 | Србија                                                | [ 30 ]                                                |                                                       |                                                       |
| 1                                                     | Укупан број утакмица и постигнутих погодака           | Укупан број утакмица и постигнутих погодака           | Укупан број утакмица и постигнутих погодака           | Укупан број утакмица и постигнутих погодака           | Укупан број утакмица и постигнутих погодака           | Укупан број утакмица и постигнутих погодака           |                                                       | 0                                                     |                                                       |

| Репрезентација Србије у узрасту до 19 година старости | Репрезентација Србије у узрасту до 19 година старости | Репрезентација Србије у узрасту до 19 година старости | Репрезентација Србије у узрасту до 19 година старости | Репрезентација Србије у узрасту до 19 година старости | Репрезентација Србије у узрасту до 19 година старости | Репрезентација Србије у узрасту до 19 година старости | Репрезентација Србије у узрасту до 19 година старости | Репрезентација Србије у узрасту до 19 година старости | Репрезентација Србије у узрасту до 19 година старости |
| #                                                     | Датум                                                 | Такмичење                                             | Локација                                              | Домаћин                                               | Резултат                                              | Гост                                                  | Гол                                                   | Реф.                                                  |                                                       |
| ----------------------------------------------------- | ----------------------------------------------------- | ----------------------------------------------------- | ----------------------------------------------------- | ----------------------------------------------------- | ----------------------------------------------------- | ----------------------------------------------------- | ----------------------------------------------------- | ----------------------------------------------------- | ----------------------------------------------------- |
| 1.                                                    | 6. септембар 2019.                                    | Меморијални турнир „Стеван Вилотић Ћеле”              | Градски стадион, Суботица                             | Србија                                                | 3 : 0                                                 | Израел                                                |                                                       | [ 31 ]                                                |                                                       |
| 2.                                                    | 8. септембар 2019.                                    | Меморијални турнир „Стеван Вилотић Ћеле”              | Градски стадион, Сента                                | Србија                                                | 3 : 3                                                 | Мађарска                                              |                                                       | [ 32 ]                                                |                                                       |
| 3.                                                    | 10. септембар 2019.                                   | Меморијални турнир „Стеван Вилотић Ћеле”              | Градски стадион, Суботица                             | Србија                                                | 2 : 0                                                 | Црна Гора                                             |                                                       | [ 33 ]                                                |                                                       |
| 3                                                     | Укупан број утакмица и постигнутих погодака           | Укупан број утакмица и постигнутих погодака           | Укупан број утакмица и постигнутих погодака           | Укупан број утакмица и постигнутих погодака           | Укупан број утакмица и постигнутих погодака           | Укупан број утакмица и постигнутих погодака           | 0                                                     |                                                       |                                                       |